# 酷狗寶貝：麵包與死亡事件
《酷狗寶貝：麵包與死亡事件》（英語：Wallace & Gromit: A Matter of Loaf and Death）是一部2008年上映的英國定格動畫短片，為《酷狗寶貝》系列的第五部作品。短片由尼克·帕克執導、編劇和製作，由阿德曼动画製作。故事圍繞著一名針對麵包師傅連環殺手的案件展開，而機智的阿高必須在華萊士成為兇手最新也是最後一位受害者之前，及時破解案件真相。
這部短片是華萊士的配音演員彼德·沙利斯於2010年退休前的最後一部《酷狗寶貝》作品，薩利斯於2017年逝世。該片在英國播出後成為2008年最受歡迎的電視特別節目之一，並獲得廣泛好評。不僅入圍第82屆奧斯卡金像獎最佳動畫短片獎，還於 2009年榮獲英國電影學院獎最佳動畫短片獎及安妮獎最佳動畫短片獎。

## 劇情大綱
一名連環殺手已經殺害了十二名麵包師傅。在一次為自家烘焙坊進行外送時，華萊士與阿高救下了皮艾拉·貝克威爾——曾是「Bake-o-Lite」麵包公司的海報女郎——以及她那隻神經質的贵宾犬弗拉芙絲。皮艾拉的自行車剎車失靈導致意外，然而華萊士檢查後並未發現任何問題。儘管如此，華勒已被皮艾拉深深吸引，兩人迅速墜入愛河。皮艾拉開始重新裝潢華萊士與阿高的家，這令阿高感到不滿。在皮艾拉丟棄阿高的物品後，弗拉芙絲默默歸還，兩隻狗之間因此產生了一絲微妙的情感連結。
華萊士派阿高前往歸還皮艾拉遺忘的錢包。在皮艾拉的豪宅中，阿高發現了一排標有編號的人體模特兒，象徵著那些被害的麵包師傅，還找到了一本收藏受害者照片的相簿。阿高驚恐地意識到，華萊士正是皮艾拉計畫中的第十三位受害者，藉此湊成「一打」（baker's dozen）。然而當阿高帶著證據回家告訴華勒時，華萊士卻沉浸在與皮艾拉的訂婚喜悅中，根本聽不進去。
阿高只好在家中安裝了各種防範措施。然而，皮艾拉設計陷害阿高，讓華萊士誤以為他咬了自己。憤怒的華萊士將阿高戴上嘴套並用鏈子拴住。無法反抗的阿高只能眼睜睜看著皮艾拉準備將華勒推進絞肉機。就在危急時刻，弗拉芙絲用一袋麵粉砸向皮艾拉，救下了華萊士。皮艾拉隨後爆發出對麵包師傅的強烈憤怒憤然離開。然而隔天，她帶著一個蛋糕回來假意道歉。阿高心生疑慮，悄悄尾隨皮艾拉回家，結果遭到埋伏和綁架。皮艾拉向阿高坦白蛋糕內藏有炸彈，並將他與弗拉芙絲一起鎖進儲藏室。
阿高與弗拉芙絲乘著皮艾拉過去的「Bake-o-Lite」熱氣球成功逃脫，趕到華萊士家時，華萊士正準備點燃蛋糕上的蠟燭。在一番激烈的混戰後，蛋糕掉落，炸彈露出真面目。皮艾拉趁機現身，坦承自己因體重增加而失去「Bake-o-Lite女郎」的身分，從此痛恨所有麵包師傅。她試圖用扳手殺害華萊士，卻被弗拉芙絲駕駛的堆高機撞擊。在混亂中，炸彈掉進了華萊士的褲子裡，幸好葛羅米與弗拉芙絲用麵糰成功阻止了爆炸。皮艾拉則試圖跳回她的熱氣球逃跑，結果因體重過重，導致熱氣球失控墜入動物園的鱷魚池，最終被鱷魚吞噬。
事件結束後，阿高試圖安慰因參與皮艾拉罪行而感到愧疚的弗拉芙絲，但她仍選擇離開。心情低落的華萊士與阿高決定透過外送工作來轉移注意力。不久後，弗拉芙絲回到了他們身邊，與阿高和解後，三人再次踏上了新的旅程。

## 配音員
- 彼德·沙利斯（英语：Peter Sallis） 飾 華萊士（Wallace）
- 塞利·林德西（英语：Sally Lindsay） 飾 皮艾拉·貝克威爾（Piella Bakewell）
- 梅麗莎·科利爾（Melissa Collier） 飾 弗拉芙絲（Fluffles）
- 薩拉·拉博德（Sarah Laborde） 擔任 Bake-O-Lite公司廣告歌手
- 傑拉爾丁·麥克伊万（英语：Geraldine_McEwan）飾 斯里普小姐（Miss Thripp），該角色最初在《酷狗寶貝之魔兔詛咒》首次登場。
- 本·懷特黑德（英语：Ben_Whitehead） 飾 貝克·鮑伯（Baker Bob）

## 製作背景
2007年10月，阿德曼动画宣布《酷狗寶貝》將在睽違十年後重返電視螢幕，推出全新短片《麵包與死亡事件》。該片於2008年1月開拍，創作者尼克·帕克表示，相較於歷時五年製作的長片《小鸡快跑》與《酷狗寶貝之魔兔詛咒》，此次短片的製作周期明顯縮短。
《酷狗寶貝》是阿德曼動畫首部使用Stop-Motion Pro軟體製作的作品。僅為阿高一角就製作了五個模型，並在十三個不同的場景同時進行拍攝。
尼克·帕克在談及這部短片主要針對英國觀眾時表示：「我不必考慮為某個美國郊區的小孩製作影片，或擔心他們是否能理解某個笑話或北英格蘭的俚語。」儘管如此，帕克仍將片名從《磨坊的煩惱》（Trouble At' Mill）更改為《麵包與死亡事件》，以避免過於晦澀的北英格蘭方言。此外，最終片名也致敬了經典電影《太虛幻境》，片中還巧妙融入了《人鬼情未了》（1990年）、《蝙蝠俠》（1966年）及《異形2》（1986年）等作品的元素。
帕克在接受《广播时报》採訪時表示：「BBC幾乎沒有對這部作品提出任何修改建議。」他進一步指出，這與他先前在《兔子魔咒》中與夢工廠的合作大相逕庭，當時頻繁接到要求修改重要內容的電話。
帕克在從普雷斯頓開車途中收聽BBC廣播二台的《拉德克利夫和麥康尼秀》時，聽到了塞利·林德西的聲音並決定邀請林德西參與配音。儘管對林德西在《加冕街》中飾演雪莉·安溫的角色並不熟悉，帕克仍表示：「塞利的聲音中帶有豐富的趣味性，甚至有些張揚。我當時尋找的是一位既能展現迷人特質，又帶點北方口音的配音員。皮艾拉這個角色有時需要聽起來優雅得體，有時又必須帶點粗獷感。」

## 發行
《酷狗寶貝：麵包與死亡事件》於2008年12月3日在澳洲ABC1首播，隔日於ABC2重播。在英國，該片於聖誕節當天晚間8點30分在英國廣播公司第一台播出，吸引超過1,400萬名觀眾收看。然而早在12月3日，該片就已被上傳至檔案分享網站海盜灣。 2008年12月19日，阿德曼動畫公司表示，他們對片段提前洩露至YouTube感到「毫無頭緒」。[11]
在法國，該片以法語配音版《Sacré pétrin》於2008年平安夜在法國電視六台頻道播出。德國則以《Auf Leben und Brot》為名在Super RTL頻道播映，此名稱巧妙呼應德語短語《Auf Leben und Tod》（生死攸關）。
延續《酷狗寶貝：剃刀邊緣》的宣傳風格，BBC One 於2008年聖誕節期間特別設計以華勒與葛羅米為主題的頻道形象廣告，用以宣傳該片。這些廣告啟發了《異世奇人》製作人拉塞爾·T·戴維斯，讓他在隔年為該劇提出類似的廣告構想。

### 觀眾反應
《酷狗寶貝：麵包與死亡事件》成為2008年英國聖誕節當天收視人數最多的節目，也是五年來聖誕節最高收視紀錄的保持者。同時，它也是2008年全英國收視率最高的節目，平均觀眾人數達到1,440萬。該片的收視佔比為53.3%，在片尾高潮時段達到58.1%，觀眾人數高達1,588萬。
2009年元旦的重播吸引了720萬觀眾，第三次播映於2009年耶穌受難日登場，仍吸引了340萬名觀眾收看。根據英國廣播受眾研究機構（BARB）於2009年1月8日發布的官方收視數據，《麵包與死亡的麻煩》累計觀眾人數達1,615萬，成為2008年最高收視節目，也是自2004年以來英國非體育類節目的最高收視紀錄，當年《加冕街》曾創下1,630萬觀眾的紀錄。
美國《今日報》（USA Today）給予本片四星好評，對其表現讚譽有加。

## 獎項
| 獎項               | 日期   | 類別           | 提名                         | 結果 | 參考   |
| ------------------ | ------ | -------------- | ---------------------------- | ---- | ------ |
| 英國電影學院獎     | 2009年 | 最佳動畫短片獎 | 《酷狗寶貝：麵包與死亡事件》 | 獲獎 |        |
| 安妮獎             | 2009年 | 最佳動畫短片獎 | 《酷狗寶貝：麵包與死亡事件》 | 獲獎 | [ 19 ] |
| 第82屆奧斯卡金像獎 | 2010年 | 最佳動畫短片獎 | 《酷狗寶貝：麵包與死亡事件》 | 提名 | [ 20 ] |

## 外部連結
- 官方网站
- 官方网站 (archived)
- 互联网电影数据库（IMDb）上《A Matter of Loaf and Death》的资料（英文）
- Film Production Blog at the official Wallace & Gromit website